# David Narey
David Narey (MBE) (født 12. juni 1956 i Dundee, Skotland) er en tidligere skotsk fodboldspiller (midterforsvarer).
Narey tilbragte intet mindre end 21 sæsoner hos Dundee United i sin fødeby. Over de to årtier spillede han hele 612 ligakampe for klubben, og var med til at vinde det skotske mesterskab med klubben i 1983 og nå finalen i UEFA Cuppen i 1987.
Narey spillede desuden 35 kampe og scorede ét mål for det skotske landshold. Hans første landskamp var et opgør mod Sverige 27. april 1977, hans sidste en kamp mod Cypern 8. februar 1989.
Han repræsenterede sit land ved både VM i 1982 i Spanien og VM i 1986 i Mexico. Han nåede i alt at spille fem VM-kampe, tre i 1982 og to i 1986.
Narey blev i 2010 indlemmet i Scottish Football Hall of Fame.

## Titler
Skotsk mesterskab
- 1983 med Dundee United

Skotsk Liga Cup
- 1979 og 1980 med Dundee United
- 1994 med Raith Rovers